# Condé-Sainte-Libiaire
Condé-Sainte-Libiaire is een gemeente in het Franse departement Seine-et-Marne (regio Île-de-France) en telt 1344 inwoners (1999). De plaats maakt deel uit van het arrondissement Meaux.

## Geografie
De oppervlakte van Condé-Sainte-Libiaire bedraagt 2,1 km², de bevolkingsdichtheid is 640,0 inwoners per km².
De onderstaande kaart toont de ligging van Condé-Sainte-Libiaire met de belangrijkste infrastructuur en aangrenzende gemeenten.

## Demografie
Onderstaande figuur toont het verloop van het inwonertal (bron: INSEE-tellingen).